# Carlos Brilhante Ustra
Carlos Alberto Brilhante Ustra (Santa Maria, 28 de julho de 1932 – Brasília, 15 de outubro de 2015) foi um coronel brasileiro. Ustra foi coronel da ativa do Exército Brasileiro e ex-chefe dos centros de tortura e assassinato de pessoas que se opunham à ditadura militar, o DOI-CODI do II Exército (de 1970 a 1974), um dos órgãos atuantes na repressão política, durante o período da ditadura militar no Brasil (1964-1985). Também era conhecido pelo codinome Dr. Tibiriçá.
Teve o valor da pensão de suas filhas equiparado ao de marechal, em 2021, após a sua morte, na chamada "farra dos marechais", patente concedida durante o governo Bolsonaro e que no Brasil só é dada a heróis de guerra, sem que nunca tenha participado de algum combate. O caso aconteceu pois antes da assinatura da MP n° 2215-10/2001, militares que iam para a reserva ganhavam o salário equivalente a uma patente acima da sua. O título, portanto, era equivalente ao seu salário.
Em 2008, Ustra tornou-se o primeiro militar condenado pela Justiça Brasileira pela prática de tortura durante a ditadura. Embora reformado, continuou politicamente ativo nos clubes militares, na defesa da ditadura militar e nas críticas anticomunistas.
Ele escreveu dois livros de memórias: Rompendo o Silêncio (1987) e A Verdade Sufocada (2006).

## Biografia
De setembro de 1970 a janeiro de 1974, Ustra chefiou o DOI-CODI do II Exército (São Paulo), órgão encarregado da repressão a grupos de oposição à ditadura militar e aos grupos de esquerda que atuavam na região em prol à democracia e direitos humanos. No mesmo período, a Comissão de Justiça e Paz da Arquidiocese de São Paulo reuniu 502 denúncias de tortura no DOI-CODI paulista.
Thomas Skidmore descreve em seu livro Brasil: de Castelo a Tancredo que, em 1986, a então deputada Bete Mendes reconheceu em Ustra, adido militar no Uruguai durante o governo José Sarney, o homem que a torturou em 1970. A deputada enviou uma carta ao então presidente Sarney, solicitando que ele fosse exonerado do cargo e pronunciou discurso sobre o assunto no Congresso Nacional. No entanto, o general Leônidas Pires Gonçalves, Ministro do Exército à época, manteve Ustra no posto e também avisou que não demitiria nenhum outro militar por acusações de tortura. Isso tornou Ustra um protagonista da primeira crise militar do governo Sarney.
Em resposta a Bete Mendes, em 1987, o coronel lançou o livro Rompendo o Silêncio, em que narra sua passagem pelo DOI/CODI, no período de 1970 a 1974, além da Operação Bandeirante (OBAN). Em 2006, lançou o livro A Verdade Sufocada, em que conta sua versão dos fatos que viveu durante a ditadura.
Ustra morreu na madrugada de 15 de outubro de 2015, no Hospital Santa Helena em Brasília, em razão de uma pneumonia, seguida de falência de múltiplos órgãos. Ele estava internado para tratamento de um câncer. De acordo com reportagem da Agência Pública, suas filhas recebem R$ 15 307,90 mensais do Estado Brasileiro.

## Condenação
Em 2008, por decisão em primeira instância do juiz Gustavo Santini Teodoro, da 23ª Vara Cível do Foro Central de São Paulo, Ustra tornou-se o primeiro oficial condenado em ação declaratória por sequestro e tortura, mais de trinta anos depois de fatos ocorridos durante a ditadura militar (1964-1985).
Foi publicada em 9 de outubro de 2008, a sentença do julgamento em primeira instância, ao requerimento de dois ex-guerrilheiros e seus filhos Janaína de Almeida Teles, Edson Luis de Almeida Teles, César Augusto Teles, Maria Amélia de Almeida Teles e uma quinta pessoa, Crimeia Alice Schmidt de Almeida. Ustra, então agente de órgãos de segurança nos anos 1970, foi acusado de sequestro e tortura em 1972 e 1973, sendo requerido à Justiça que, através de uma ação declaratória, ele fosse reconhecido como torturador.
Na sentença, ficou reconhecido que o militar, na qualidade de chefe de operações do DOI-CODI de São Paulo, deveria saber que naquele lugar eram feitas sessões de interrogatório. Depois do depoimento do economista Pérsio Arida, também preso e torturado durante a ditadura militar, o veredicto foi:
| “ | Ante o exposto, JULGO PROCEDENTE o pedido formulado pelos autores César Augusto Teles, Maria Amélia de Almeida Teles e Criméia Alice Schmidt de Almeida.... JULGO IMPROCEDENTE o pedido formulado pelos autores Janaína de Almeida Teles e Edson Luis de Almeida Teles...". | ” |

O advogado de Ustra, Paulo Alves de Souza, continuou afirmando que os ex-guerrilheiros, autores da ação, mentiam e anunciou que recorreria da decisão. Em agosto de 2012, o TJSP rejeitou o recurso, confirmando a sentença anterior que declarara Ustra torturador.
Em junho de 2012, Ustra também foi condenado a indenizar por danos morais a esposa e a irmã do jornalista Luiz Eduardo Merlino, morto em 1971. Merlino foi preso no dia 15 de julho daquele ano, em Santos, e morto quatro dias depois. A versão oficial da sua morte, fornecida pelos agentes do antigo Departamento de Ordem Política e Social (DOPS), foi a de que ele se suicidou enquanto era transportado para o Rio Grande do Sul.

### OAB
A OAB, no uso de suas atribuições constitucionais, ingressou em agosto de 2008 no Supremo Tribunal Federal (STF), através do Conselho Federal da Ordem dos Advogados do Brasil, com uma ação em que solicitava àquela Corte para decidir se a Lei da Anistia incluiria ou não crimes praticados por militares e policiais. A OAB considera que a lei de 1979 não isenta militares envolvidos em crimes, pois os tratados internacionais, dos quais o Brasil é signatário, determinam que crimes contra a humanidade perpetrados por agentes da Administração Estatal não prescrevem. Assim, apenas ações praticadas por militantes sem ligações com o aparelho estatal estariam beneficiados pela anistia.
Com a ação, a OAB pretendia abrir a possibilidade de o Brasil revisar as ações praticadas por agentes do Estado, uma vez que estes possuíam em mãos todo o aparato estatal para tais atos, enquanto os que discordavam da ideologia do governo militar eram privados de suas liberdades.

## Comissão da Verdade
Em maio de 2013, Ustra compareceu à sessão da Comissão Nacional da Verdade, a primeira aberta ao público em geral e transmitida pela televisão. De posse de um habeas-corpus que lhe permitia ficar em silêncio, mesmo assim ele respondeu a algumas perguntas, negando que tivesse cometido qualquer crime durante seu período no comando do DOI-CODI paulista e que recebeu ordens de seus superiores no Exército para fazer o que foi feito, alegando em sua defesa que "combatia o terrorismo". Ustra também negou que qualquer pessoa tivesse sido morta dentro do DOI-CODI, afirmando que todos os mortos o "foram em combate nas ruas". Acusou a presidente Dilma Rousseff de participar de quatro organizações terroristas mas, quando questionado sobre a existência dos chamados instrumentos de tortura "pau-de-arara" e "cadeira do dragão" nas dependências do órgão, exerceu seu direito de manter-se em silêncio.
Mesmo quando confrontado com um documento exibido por um membro da comissão, Claudio Fonteles, um documento do próprio exército, listando a morte de pelo menos 50 pessoas dentro do DOI-CODI no período em que foi comandado por Ustra, o militar afirmou que o documento não provava que essas mortes tinham realmente acontecido nas dependências do órgão. Convidado a uma acareação com o atual vereador paulista Gilberto Natalini, que se encontrava na plateia e já havia dado seu depoimento sobre as torturas que lhe foram infligidas pessoalmente por Ustra naquela época, o militar recusou-se gritando que não fazia "acareação com ex-terrorista", o que provocou a reação do vereador aos gritos dizendo que era "um brasileiro de bem. O senhor é que é terrorista. Eu fui torturado pelo coronel Ustra!", levando ao encerramento da sessão.
Ouvido também em audiência pública antes do coronel, o ex-sargento do Exército Marival Fernandes, que trabalhou na análise de documentos do órgão, entre 1973 e 1974, e quatro meses sob o comando de Ustra, testemunhou que o ex-comandante, então capitão, era o "senhor da vida e da morte" do DOI-CODI e "escolhia quem ia viver e ia morrer".

## Manifestações
Um grupo de 150 militantes do Levante Popular da Juventude, do Movimento dos Pequenos Produtores e da Juventude do MST realizou dia 31 de março de 2014 um "escracho" em frente à casa do coronel reformado do Exército Carlos Alberto Brilhante Ustra, em um bairro nobre de Brasília. Por meia hora, cantaram músicas do tempo da ditadura, colaram cartazes na vidraça de frente da residência e no portão e escreveram no asfalto que ali morava um torturador.
No dia 17 de abril de 2016, durante votação pelo prosseguimento do processo de impeachment contra Dilma Rousseff, Ustra foi elogiado por Jair Bolsonaro durante o discurso do seu voto, o que causou indignação e protestos no Brasil e no resto do mundo, mas também publicidade e aumento nas vendas do livro A Verdade Sufocada. Em entrevista a BBC Brasil, o deputado federal Marco Feliciano classificou Ustra como "um herói".

## Livros
- Rompendo o Silêncio, Editora Editerra, 1987[11]
- A Verdade Sufocada, Editora Ser, 2006[12]